# Toyo Tires
Toyo Tire Corporation (яп. TOYO TIRE株式会社) — японський виробник автошин. Відома як Toyo Tires. Штаб-квартира розташовується в Осаці.

## Історія
Компанія Hirano Rubber Manufacturing Inc. була заснована в 1943 році. В 1945 році, після об'єднання з Toyo Rubber Industrial Co., Ltd., була перейменована в Toyo Tire & Rubber Co., Ltd.
В 1949 компанія пройшла процедуру лістингу на Осакській біржі цінних паперів.
В 1953 запускається виробничий комплекс в Ітамі.
В 1955 і 1961 роках компанія виходить відповідно на фондові біржі Токіо і Нагої.
В 1964 в префектурі Хьоґо будується завод з виробництва поліуретанової піни.
В 1966 в США засновується торгове представництво компанії.
В 1971 створюється дочірнє підприємство Toyo Giant Tire Co., Ltd (нині — Nippon Giant Tire Co., Ltd).
В 1974 компанія входить в капітал Vaculug Australia Ltd. (нині — Toyo Tyre and Rubber Australia Ltd.).
В 1975 спільно з Mitsubishi Corporation створюється Toyo Reifen GmbH (нині — Toyo Tire Europe GmbH).
В 1985 Toyo Giant Tire Co., Ltd об'єднується з Goodyear Tire & Rubber для посилення позицій компаній у виробництві позашляхових покришок.
В 1987 в Китаї спільно з Cheng Shin Rubber Industry Co., Ltd. створюється компанія New Pacific Industry Co., Ltd.
В 1988 в США створюється СП GTY Tire Company спільно з General Tire (нині — Continental Tire North America Inc.) і Yokohama Rubber Co., Ltd. для посилення позицій компаній на ринку шин для вантажівок і автобусів.
В 1996 компанія об'єднується з Ryoto Tire Co., Ltd.
В 2002 Toyo поглинає китайську Cheng Shin-Petrel Tire Co., виробника радіальних шин для вантажівок і автобусів.
В 2004 компанія запускає власний завод в штаті Джорджія, США.
В 2007 в Японії проходить процес інтеграції 10 філій компанії.

## Компанія сьогодні
Бізнес компанії зосереджений у двох основних сегментах: виробництво шин і виробництво будівельних тепло- і гідроізоляційних матеріалів. На перший сегмент (шини) припадає майже 74% виручки компанії. Компанія працює більш ніж в 100 країнах світу.